# Arco di Marcantonio

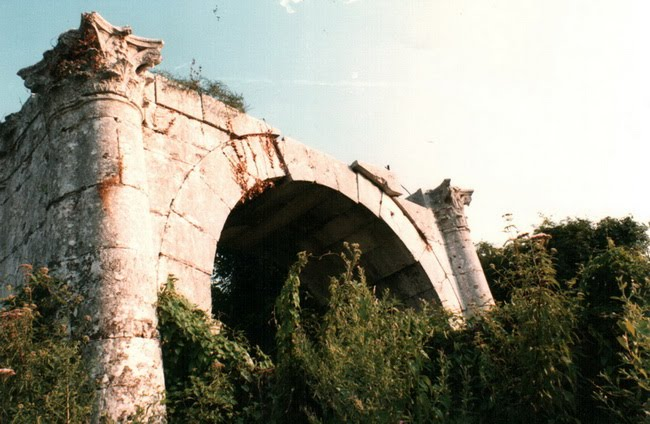
Arco di Marcantonio dell'antica Aquinum

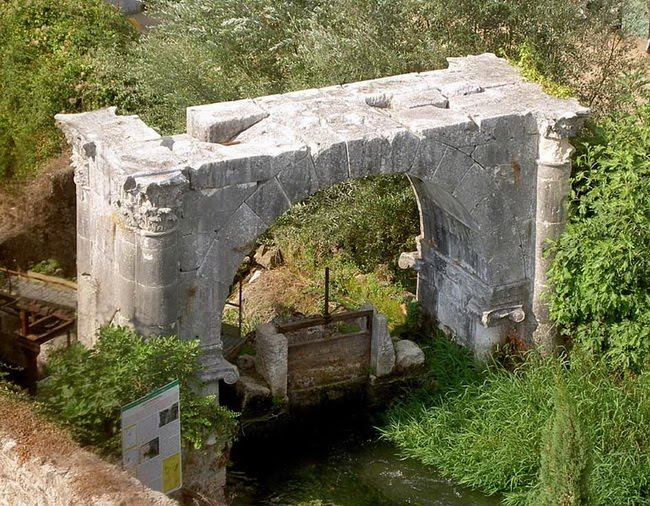
Arco di Marcantonio dell'antica Aquinum

L'arco di Marcantonio è un arco romano del I secolo a.C. situato ad Aquino (antica Aquinum, oggi in provincia di Frosinone). Si presenta parzialmente immerso e sorgeva in antico sulla via Latina, all'ingresso est della città. Alcuni studiosi pensano che sia il primo arco onorario costruito all'interno del mondo romano.

## Storia
L'arco prende il nome da una tradizione locale, secondo la quale sarebbe stato costruito in una sola notte dai cittadini di Aquino in onore di Marco Antonio, che aveva fatto sosta nella città sulla strada tra Cassino (Casinum) e Roma.
Fu probabilmente realizzato in occasione della deduzione coloniale di veterani ad Aquinum nel 41 a.C., ovvero in conseguenza della sistemazione del tracciato della via Latina ad opera di Gaio Calvisio Sabino nel 27 a.C.
Fu parzialmente sommerso in un canale realizzato dopo gli inizi del XVI secolo per l'alimentazione dei mulini, e che venne utilizzato in seguito da una cartiera. Uno dei capitelli è stato danneggiato durante la seconda guerra mondiale.
L'arco è stato sottoposto a restauri nel 1995-1996. Eliminata l'acqua dal canale, l'arco si presenta tuttavia ancora parzialmente interrato.

## Descrizione
L'arco è costruito in opera quadrata di blocchi di travertino. Si presenta parzialmente immerso e privo della parte superiore la sua larghezza complessiva è di 6,10 metri. Si presenta privo della trabeazione, dell’attico superiore e della parte inferiore del capitello destro sul lato orientale. La parte inferiore del monumento non è visibile, era immerso parzialmente nel corso delle Forme di Aquino, che passava lì artificialmente.
L'arcata dell'unico fornice, priva di decorazioni, è sorretta da un coronamento di imposta che a sua volta poggia su colonne con fusti realizzati in rocchi lisci intagliati insieme ai blocchi della muratura e con capitelli ionici inserite negli spigoli interni dei piloni. Agli spigoli esterni sono inserite due semicolonne collegate sui due lati, con fusti ugualmente lisci e con capitelli corinzi.
La posizione topografica del monumento è isolata e in rilievo rispetto alla città, nel punto oltre cui si apriva il centro urbano, in modo da valorizzarlo e renderlo ancora più evidente, come una cornice.